# John Welch

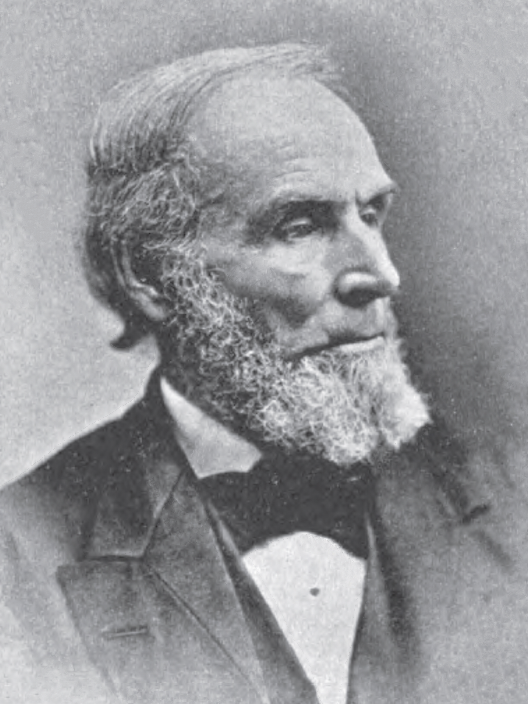
John Welch

John Welch (* 28. Oktober 1805 bei New Athens, Harrison County, Ohio; † 5. August 1891 in Athens, Ohio) war ein US-amerikanischer Jurist und Politiker. Zwischen 1851 und 1853 vertrat er den Bundesstaat Ohio im US-Repräsentantenhaus.

## Werdegang
John Welch absolvierte nach der Grundschule das Franklin College. Im Jahr 1828 ließ er sich in Rome im Athens County nieder, wo er im Mühlengeschäft tätig wurde. Nach einem Jurastudium und seiner Zulassung als Rechtsanwalt begann er ab 1833 in Athens in diesem Beruf zu arbeiten. Von 1841 bis 1843 war er Staatsanwalt im Athens County. Gleichzeitig schlug er als Mitglied der Whig Party eine politische Laufbahn ein. Von 1845 bis 1847 saß er im Senat von Ohio. Im Juni 1852 nahm er als Delegierter am Bundesparteitag der Whigs in Baltimore teil.
Bei den Kongresswahlen des Jahres 1850 wurde Welch im zwölften Wahlbezirk von Ohio in das US-Repräsentantenhaus in Washington, D.C. gewählt, wo er am 4. März 1851 die Nachfolge von Samuel Finley Vinton antrat. Da er im Jahr 1852 auf eine weitere Kandidatur verzichtete, konnte er bis zum 3. März 1853 nur eine Legislaturperiode im Kongress absolvieren. Nach seiner Zeit im US-Repräsentantenhaus praktizierte Welch wieder als Anwalt. Zwischen 1862 und 1865 amtierte er als Berufungsrichter. Danach war er beisitzender Richter am Supreme Court of Ohio. In den Jahren 1877 und 1878 war er als Chief Justice Oberster Richter seines Staates. Er starb am 5. August 1891 in Athens, wo er auch beigesetzt wurde.